# St. Klemens (Braunsrath)

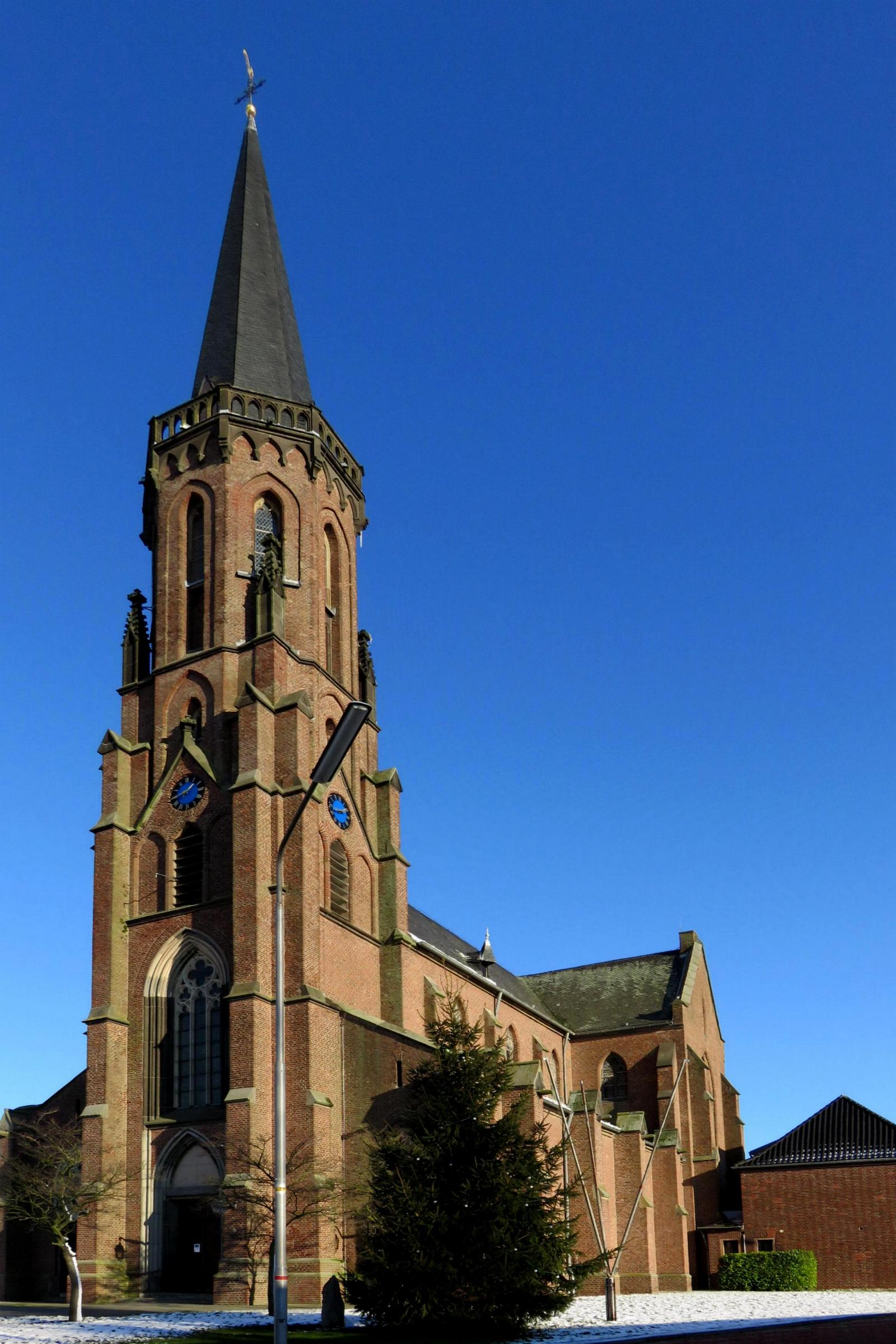
St. Klemens in Braunsrath

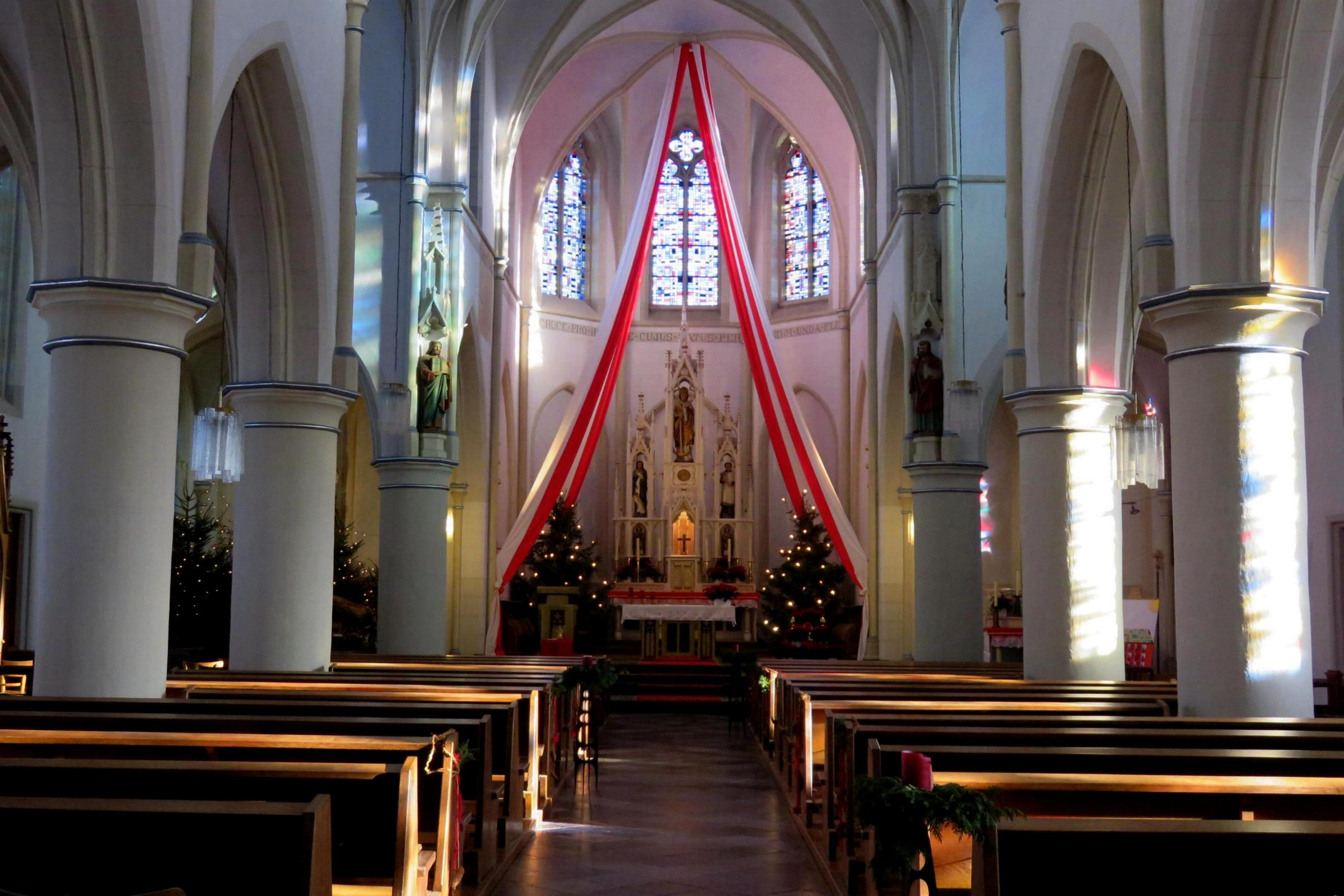
Innenraum

St. Klemens ist eine römisch-katholische Pfarrkirche in Braunsrath, einem Ortsteil von Waldfeucht im Kreis Heinsberg in Nordrhein-Westfalen.
Die Kirche ist unter Nummer 28 in die Liste der Baudenkmäler in Waldfeucht eingetragen, steht unter dem Patronat des hl. Clemens von Rom und wurde zwischen 1858 und 1860 nach Plänen von Vincenz Statz und Gustav Faulenbach errichtet.
Zur Pfarre zählen neben Braunsrath auch Dünen, Hontem, Löcken, Schöndorf und Selsten sowie die Wallfahrtskapelle Maria Lind.

## Geschichte
Eine Kirche in Braunsrath wurde erstmals 1240 urkundlich erwähnt. Mit dieser Urkunde schenkte Dietrich von Horn und Altena seinen Teil des Patronatsrechtes an das von ihm gegründete Augustinerchorherrenkloster Elisabethstal bei Nunhem. Ursprünglich war die Kirche von Braunsrath eine so genannte Eigenkirche der Grundherren. Ab spätestens dem 15. Jahrhundert ging das Kollationsrecht auf die Herzöge von Jülich über, die es bis zur Franzosenzeit innehatten.
Über die 1240 erwähnte Kirche ist nichts näheres bekannt. Sicher ist, dass 1656 eine neue Kirche erbaut worden ist. Auch über das Aussehen dieses Kirchengebäudes ist nichts überliefert. 1848 beschloss die Pfarre diese baufällig gewordene Kirche durch einen Neubau zu ersetzen. Für die Planung des Kirchenneubaus beauftragte man den Kölner Architekten Vincenz Statz. Die von ihm vorgelegten Pläne fanden jedoch zunächst nicht die Zustimmung der Regierung, weshalb Architekt Gustav Faulenbach die Pläne von Statz überarbeitete. Am 23. Dezember 1856 erteilte schließlich die Regierung die Baugenehmigung. 1858 begannen die Bauarbeiten, am 4. Mai 1858 wurde der Grundstein zum heutigen Gotteshaus gelegt. Nach zweijähriger Bauzeit war die neue Pfarrkirche fertiggestellt. Die feierliche Kirchweihe fand am 26. August 1860 statt. Die alte Kirche wurde zwischenzeitlich abgerissen.
1939/39 wurde die alte Sakristei durch einen Neubau ersetzt. Im Obergeschoss wurde ein kleiner Pfarrsaal untergebracht. Die Schäden aus dem Zweiten Weltkrieg waren bis 1955 behoben.
Größere Restaurierungen der Pfarrkirche erfolgten 1974 sowie 1983 und 1984.

## Baubeschreibung
St. Klemens ist eine dreischiffige Basilika im Stil der Neugotik mit dreijochigem Langhaus, Querschiff, dreiseitig geschlossenem Chor und eingezogenem Glockenturm, der im dritten Geschoss vom Viereck in ein Achteck übergeht.

## Ausstattung
In der Kirche haben sich noch einige Ausstattungsstücke aus der Bauzeit erhalten. Dazu zählen der Hochaltar, die beiden Nebenaltäre in den Seitenschiffen, die Heiligenfiguren, der Beichtstuhl sowie die Kreuzwegstationen.
Die Orgel ist ein Werk der Orgelbauanstalt Georg Stahlhuth aus dem Jahr 1978 mit 19 Registern. Weiterhin befindet sich in der Kirche eine Figur der Anna selbdritt aus der Mitte des 15. Jahrhunderts und ein Kruzifix aus der Zeit um 1600. Die Buntglasfenster sind Werke von Franz Melchior aus dem Jahr 1961.

## Pfarrer
Folgende Priester wirkten bislang als Pastor an St. Klemens
| von – bis | Name                   |
| --------- | ---------------------- |
| 1923–1947 | Josef Schiffers        |
| 1947–1965 | Josef Wirtz            |
| 1965–1970 | P. Arnold Baetsen CSSR |
| 1970–1981 | P. Alanus Braun OFMCap |
| 1982–2006 | Wolfgang Kretz         |
| Seit 2006 | Heinz-Wilhelm Vollberg |